# Wutki
Wutki è una rubrica di giochi logici, linguistici e creativi apparsa sul mensile linus tra l'agosto 1966 e il marzo 1982.
La rubrica prende il nome da un pittore austriaco vissuto a cavallo del 1800, Michael Wutki (a volte indicato come Wutky), si intitola inizialmente "La pagina di Wutki"; ad aprile 1967 diventa "La regola segreta dei Wutki" e appare per la prima volta il figlio di Wutki, poi i Wutki diventeranno tre e infine una moltitudine non specificata. Caratteristica principale della rubrica era non avere indicato il nome dell'autore. Solo nel numero di marzo 1982 esso divenne noto, quando apparve un annuncio del "colonnello Mario Zaverio Rossi" (eteronimo di Giampaolo Dossena) che comunica la chiusura della rubrica per la morte del suo fondatore.
(Linus, marzo 1982)
Sergio Morando, condirettore editoriale di Bompiani, era buon amico dei fondatori di Linus e creò la rubrica come divertimento. In realtà è presumibile che il moltiplicarsi dei Wutki sia stato corrispondente all'ingresso di altri collaboratori: si fanno i nomi di Paolo De Benedetti e Umberto Eco, oltre a quello dello stesso Dossena che confermò di essere stato in rapporto epistolare con Wutki sin dall'inizio della pubblicazione della rubrica. 
Tra i molti giochi proposti e riproposti dai Wutki, quello che ebbe più successo fu la produzione di limerick: nel 1972 venne proposto il "Primo nonsensico giro d'Italia dei Wutki", che prevedeva di scrivere un limerick per ciascun comune italiano, mentre nel 1974 si giocò con "Il giro del mondo dei Wutki in 100 limericks".